# Казах тили
«Қазақ тілі» (каз. Қазақ тілі — казахский язык ) — газета, орган партийного комитета Семипалатинской губернии и губернского исполкома. Первый номер вышел 4 декабря 1919 года (как еженедельная газета). Позже выходила 3 раза в неделю. Призывала трудящихся к защите дела революции. С 1923 года открыла рубрику «Еңбекшіл жас» для комсомольской молодёжи. В «Қазақ тілі» работали Ж. Аймауытов, Ш. Токжигитов, С. Донентаев, М. Турганбаев, Шакарим Кудайбердыулы, М. Ауэзов, Н. Нурмаков. С 1928 года выходила под названием «Жаңа ауыл» как окружная, с 1930 года — Аягозская районная газета.